# Josef Radetzky
Il conte Josef Radetzky di Radetz, il cui nome completo è Johann Josef Wenzel Anton Franz Karl Graf Radetzky von Radetz in tedesco, e Jan Josef Václav Antonín František Karel hrabě Radecký z Radče in ceco (Trebnitz, 2 novembre 1766 – Milano, 5 gennaio 1858), è stato un feldmaresciallo austriaco.

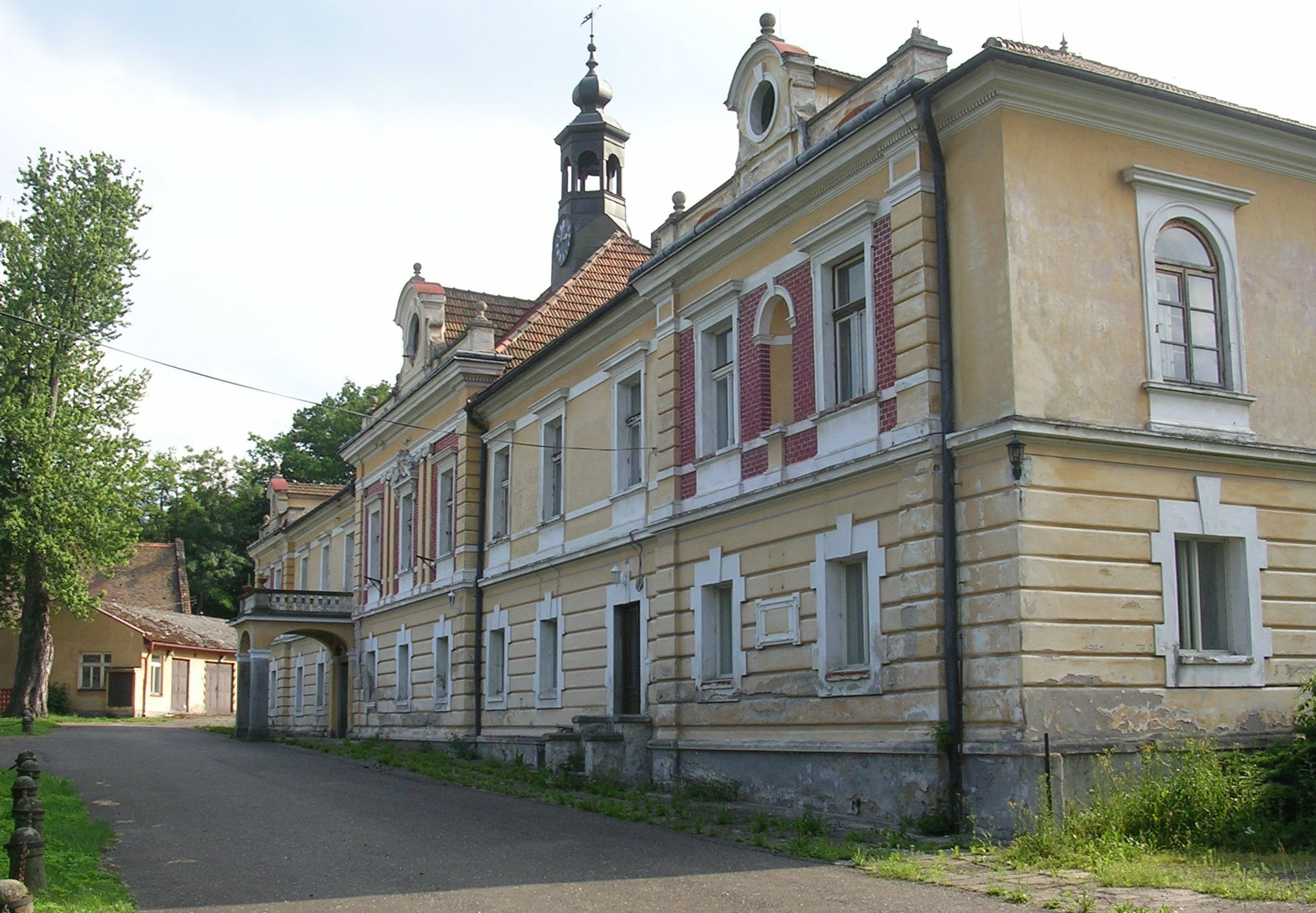
Castello di Trebnitz (od. Třebnice), luogo natio di Radetzky

Nobile boemo, fu a lungo governatore del Lombardo-Veneto. Con un servizio nell'esercito austriaco durato oltre sessant'anni, è ricordato per essere stato il comandante dell'esercito austriaco durante la prima guerra d'indipendenza italiana.

## Esordi
Nato dal conte Pietro Eusebio, di una nobile famiglia ceca della Boemia meridionale e dalla baronessa Marie Bechinie von Lazan, Radetzky venne alla luce nel castello di Trebnitz (od. Třebnice) nei pressi della cittadina del circondario di Tábor allora nota col nome tedesco di Seltschan (od. Sedlčany, di cui Třebnice è una frazione), residenza ereditata dai suoi avi. Rimasto orfano di madre, che morì mettendolo al mondo, e di padre, dal 1776 venne affidato al nonno, Wenzel Leopold Johann, primo conte dal 27 settembre 1764.
Uno zio dilapidò gran parte della sua fortuna e con quel che ne restava venne inviato nel 1781 a studiare inizialmente al Collegium Nobilium di Brünn (od. Brno) poi, essendo stata questa istituzione accorpata, dal 1782 al 1784 si trasferisce presso la Ritterakademie di Vienna, al Theresianum sito nella «Nuova Favorita» (da non confondere con l’Accademia Teresiana di Wiener Neustadt). Studente non brillante, si appassionava unicamente alla storia, con una particolare predilezione per Giustiniano e il Re Sole. A diciotto anni, il 1º agosto 1784 fu ammesso come cadetto nel reggimento di corazzieri Caramelli (poi 2º Reggimento) di stanza a Gyöngyös. Nella guerra austro-turca del 1787-1791 venne impiegato come ufficiale.

## Il quindicennio napoleonico

### La Prima coalizione
Dal 1793 al seguito del feldmaresciallo principe Giosia di Sassonia-Coburgo prese parte all'infausta campagna d'Olanda (che portò alla proclamazione della filo-francese Repubblica Batava), distinguendosi nei combattimenti di Arlon e Charleroi (ove aveva condotto una colonna di cavalleria attraverso le linee nemiche, a scoprire il destino della città). Nel 1795 combatté sul Reno.
La vera grande occasione venne nel 1796, quando passò al servizio di Beaulieu, come aiutante, nel corso delle campagne d'Italia contro Napoleone Bonaparte. Giunse, probabilmente, dopo che la linea era stata ritirata su Mantova e il Mincio. Qui, a Valeggio, ebbe finalmente l'occasione di mettersi in mostra quando, con pochi ussari, salvò lo stesso Beaulieu dal nemico.
Tali scontri facevano parte della cosiddetta Campagna di Mantova (incominciata da Beaulieu e continuata da Dagobert Sigmund von Wurmser), ovvero la serie di ripetuti insuccessi austriaci, che fallirono nella liberazione della fortezza di Mantova dall'assedio francese.
In ricompensa Radetzky ebbe, nel maggio 1796, la promozione a maggiore e un ordine di trasferimento presso il neonato corpo dei pionieri, impegnato in lavori di fortificazione a Gradisca e sull'Isonzo. Le cose in Italia, infatti, si stavano mettendo piuttosto male, con la perdita di Mantova e lo sfondamento francese verso il Veneto (Pasque veronesi).
Nell'aprile 1797 venne siglato l'armistizio di Leoben, seguito il 17 ottobre dai preliminari di pace di Campoformio e dal Congresso di Rastatt: l'Austria rinunciava a tutta l'Italia ma acquisiva Venezia.

### La Seconda coalizione
Approfittando dell'assenza di Napoleone, impegnato nella Campagna d'Egitto, e della distruzione della flotta francese ad Abukir, nel 1799 Austria, Russia e Gran Bretagna attaccarono i francesi in Germania, Svizzera e Italia.

Radetzky, sempre col grado di maggiore, guidò il corpo dei pionieri dell'Armata d'Italia. I suoi servigi vennero apprezzati dal comandante feldmaresciallo Melas che ad aprile lo nominò suo aiutante di campo. Il 1º maggio dello stesso anno fu promosso tenente colonnello e aiutante generale del feldmaresciallo.
Il 17 e 18 giugno mostrò capacità e coraggio alla Trebbia. Poi a Novi e infine presso Genola. Il 5 novembre fu promosso colonnello. Per il suo comportamento alla decisiva battaglia di Novi, che aveva costretto i francesi di Joubert ad abbandonare le repubbliche giacobine italiane, Radetzky venne insignito del titolo di cavaliere dell'Ordine militare di Maria Teresa.
L'anno successivo, il 1800, guidò le truppe d'assalto a Viareggio. Non mancò al fatto d'armi più importante dell'anno: la battaglia di Marengo del 14 giugno quando Napoleone, tornato dall'Egitto, divenuto primo console e passate le Alpi, inflisse agli austriaci una clamorosa sconfitta.
Quello fu un gran giorno per il tenente colonnello Radetzky: anzitutto diede un'ennesima dimostrazione del proprio coraggio personale, ricevendo cinque pallottole e perdendo un cavallo; cosa ancor più importante, venne notato il suo tentativo, la sera della vigilia, di ottenere modifiche al piano di battaglia suggerito dallo "scientifico" von Zach. Fatto si è che, all'indomani del disastro, Melas venne sostituito da Bellegarde (che non avrebbe saputo ottenere risultati migliori del suo predecessore), e Radetzky ebbe un ordine di trasferimento: da aiutante di stato maggiore a comandante del Reggimento corazzieri Principe Alberto von Sachsen-Teschen.
Giunse presso l'armata di Germania nel settembre, giusto in tempo per un'altra grande sconfitta austriaca, inflitta, questa volta, da Moreau, alla battaglia di Hohenlinden. Anche qui Radetzky venne ferito, questa volta al piede sinistro e perse un'altra volta il cavallo, ma aveva guidato con valore il proprio reggimento di corazzieri.
L'agonia austriaca si concluse nel febbraio 1801 con la pace di Lunéville, che per l'Austria confermava le condizioni di Campoformio.

### Quattro anni di pace
Non vi sono notizie circa le occupazioni di Radetzky nei successivi quattro anni ma i registri militari non segnalano né promozioni, né avanzamenti. Quindi, probabilmente, restò presso i suoi corazzieri.

### La Terza coalizione
Nel 1805, in marcia verso Ulma, in Ödenburg, fu raggiunto dalla notizia della promozione a maggior generale e dell'assegnazione di un comando in Italia, sotto l'arciduca Carlo. Ciò che gli permise di prendere parte alla sanguinosa sconfitta austriaca a Caldiero.
Radetzky era stato fortunato a non restare con i suoi a Ulma, ove l'esercito austriaco venne accerchiato e costretto alla resa. Tale situazione costrinse l'arciduca Carlo a ritirarsi verso l'Ungheria per ricongiungersi con i russi. Ma Napoleone fu più veloce: il 2 dicembre 1805 diede battaglia ad Austerlitz e, in quella che forse fu la sua più brillante battaglia, polverizzò le forze austriache e russe. Nel corso della campagna, comunque, Radetzky passò a generale di brigata.
Con la Pace di Presburgo del 26 dicembre 1805, l'Austria cedeva al Regno d'Italia il Veneto, mentre Tirolo e Vorarlberg passavano alla Baviera.

### Altri tre anni di pace
Dopo Presburgo l'Impero austriaco venne retto da un nuovo governo, ove spiccava il ministro degli Esteri von Stadion, che si impegnò a creare le condizioni per la ripresa della guerra contro Napoleone. In parallelo, l'arciduca Carlo e l'arciduca Giovanni riformavano l'esercito, fra l'altro introducendo, nel 1808, il servizio di leva obbligatorio.
Anche per questo secondo periodo di pace, i registri militari non segnalano per Radetzky né promozioni, né avanzamenti. Altre fonti segnalano, piuttosto, che egli si sia dedicato allo studio e all'insegnamento di materie belliche, ma senza prendere congedo.

### La Quinta coalizione
Nel 1809 Napoleone era impegnato, per il secondo anno consecutivo, nella repressione della Sollevazione Spagnola: von Stadion ritenne maturi i tempi per la riscossa e convinse l'Imperatore alla ripresa dei combattimenti: venne battezzata Sollevazione Austriaca, in chiaro riferimento alla Spagna. L'Austria era però sola, in quanto la Prussia era sotto occupazione francese, la Russia era alleata della Francia, il Regno Unito era impegnato in Spagna e, comunque, lontano.
Radetzky venne assegnato al V Corpo d'armata, con cui rimase per l'intera campagna: una prolungata ritirata di fronte a Napoleone, che entrò dalla Baviera diretto verso Vienna. Radetzky combatté, ancora una volta con distinzione, vicino a Braunau am Inn, quale comandante dell'avanguardia, poi a Seligenstadt. Il 2 maggio venne segnalato per aver salvato, con una manovra avveduta, un'intera divisione, nel corso della ritirata verso Kleinmünchen.
Nel maggio 1809 l'arciduca Carlo aveva portato l'intero esercito sulla riva sinistra del Danubio, lasciando che Napoleone occupasse Vienna, indifesa. Dopodiché, lì nei pressi, i francesi passarono in forze il fiume, ma vennero respinti nella grande battaglia di Aspern-Essling. Radetzky vi prese parte e ottenne, il 1º giugno, o pochi giorni dopo, la promozione a tenente feldmaresciallo e l'assegnazione al comando del IV Corpo d'armata.
Nella nuova funzione prese parte ai fatti d'arme di Markgraf-Neusiedel e Hohen-Ruppersdorf. Il 5 e 6 luglio un secondo tentativo di Napoleone fu assai più fortunato e gli austriaci subirono una terribile sconfitta a Wagram.
La sconfitta costrinse l'Imperatore a dimissionare l'arciduca Carlo e von Stadion (sostituito con Klemens von Metternich) e a concludere, nell'ottobre 1809, la Pace di Schönbrunn: l'Austria cedeva l'Alto Adige, Salisburgo e le Province Illiriche, oltre che Tarnopol e la Galizia occidentale (con Cracovia) cedute alla Russia. Ma, soprattutto, riduceva il proprio esercito a soli 150 000 uomini e diveniva, sostanzialmente, vassallo della Francia.

### Quattro anni di pace e riorganizzazione
Nelle more della sconfitta di Wagram, Radetzky non perse lustro presso la corte imperiale, come dimostra l'onore che gli venne riservato. Secondo la consuetudine dell'epoca che prevedeva che la grande nobiltà possedesse, ovvero armasse, singoli reggimenti, Radetzky divenne il secondo proprietario del 4º Reggimento corazzieri e, il 6 settembre, ebbe il titolo di colonnello del 5º Reggimento ussari, ribattezzato Reggimento Ussari di Radetzky: si trattava di un titolo onorifico, tant'è che un altro colonnello dello stesso 5º Ussari sarebbe divenuto Carlo Alberto di Savoia, suo futuro nemico. Del reggimento, Radetzky divenne proprietario solo nel 1848. Nel 1810 venne insignito del titolo di commendatore dell'Ordine militare di Maria Teresa.
Il 21 agosto 1809 venne promosso capo di Stato Maggiore generale; si impegnò quindi nella riorganizzazione e nell'ammodernamento dell'esercito e del suo sistema tattico, ma si dimise nel 1812, sostenendo di non poter portare avanti la riforma a causa dell'opposizione del Tesoro.

Per tutta la vita, infatti, Radetzky fu un ostinato sostenitore di un continuo programma di addestramento, che si sostanziava, soprattutto, in grandi manovre estive. Ma erano costosissime e di discutibile efficacia.

## La sconfitta di Napoleone

### La Sesta coalizione
Il 24 giugno 1812 Napoleone entrò in Russia varcando il Njemen con 500 000 uomini, per ritirarsi il 10 dicembre con poco più di 37 000 uomini. Non tutti erano morti: ad esempio, nel dicembre 1812 la Prussia dichiarò la neutralità del proprio contingente, per poi passare il 28 febbraio 1813 all'alleanza aperta con la Russia e la Gran Bretagna; l'Austria si univa all'alleanza solo il 20 agosto 1813.
Nel 1813 Radetzky era stato nominato capo dell'ufficio dello Stato Maggiore ed aveva dato un nuovo slancio alla ricostruzione dell'esercito imperiale: già alla fine aprile dell'anno aveva radunato 311 000 uomini e 65 000 cavalli (75 000 a fine agosto). Con la dichiarazione di guerra, Radetzky divenne capo di Stato Maggiore di Schwarzenberg, il principe austriaco a capo dell'armata di Germania (mentre Bellegarde guidava quella d'Italia).

### La campagna di Sassonia sino alla battaglia di Lipsia
La prima azione congiunta fu l'insuccesso alla Dresda, dell'agosto. Si disse però che l'iniziativa era stata dello Zar Alessandro, mentre Schwarzenberg e Radetzky avevano in animo di affrontare separatamente le diverse armate di Napoleone, come accadde il successivo 29-30 agosto, con la vittoria alleata di Chlumec, nel nord della Boemia.
Radetzky era, evidentemente, un buon propagandista di sé stesso e, il 4 settembre, presentò uno scritto intitolato Progetto per le future operazioni, che conteneva una critica alle operazioni alleate alle battaglie di Dresda, Chlumec e Katzbach. Partecipò, quindi, alle battaglie di Kulm e Höchst.
Napoleone aveva concentrato la propria armata in Sassonia, l'ultimo stato tedesco che gli fosse rimasto fedele, e i tre eserciti alleati erano, finalmente, in grado di congiungersi. Radetzky diede un forte contributo alla predisposizione del piano di battaglia, che prevedeva una marcia su Lipsia in tre colonne principali. La Battaglia delle Nazioni durò tre giorni, dal 16 al 19 ottobre 1813 e si concluse con la sconfitta di Napoleone.
Radetzky ricevette due ferite e perdette due cavalli, ma guadagnò stima generale come stratega e tattico e venne onorato dai tre sovrani con una serie di splendide decorazioni. Il 1º dicembre venne nominato in una Commissione per la direzione della difesa della Germania.

### La campagna di Francia
Nel frattempo Napoleone si ritirò ordinatamente oltre il Reno. Egli poteva contare, ormai, solo sull'Italia (affidata al viceré Eugenio di Beauharnais che disponeva di un eccellente apparato di difesa) e la Francia, ove prevedeva di mettere a frutto la pausa invernale per organizzare un nuovo esercito: l'imperatore austriaco Francesco I, ad esempio, avrebbe preferito mantenere la linea di difesa sul Reno. Nella tradizione austriaca si sostiene che fu proprio Radetzky, con il sostegno di Alessandro I di Russia, ad imporre la successiva continuazione della campagna in direzione della Francia. Il 1º gennaio 1814 Schwarzenberg passava il Reno a Basilea e il prussiano von Blücher a Kaub (tra Coblenza e Magonza). Dopo una serie di nuove battaglie, il 31 marzo 1814 occupavano Parigi. Il 6 aprile Napoleone abdicava a Fontainebleau e, nel maggio, veniva firmata la Pace di Parigi.
Radetzky prese parte alla battaglia di Brienne. Guadagnò una grande reputazione tattica a Arcis sur Aube e Champenoise. Entrò con i sovrani vittoriosi a Parigi il 31 marzo 1814.

### Il Congresso di Vienna
Più in generale, nel corso delle due ultime campagne, ebbe notevole influenza nei consigli di guerra dei generali e dei sovrani alleati. E guadagnò reputazione e conoscenze assai altolocate. Valga per tutti l'esempio dello zar Alessandro I. Quale stima quest'ultimo avesse maturato di Radetzky, lo descrive bene il seguente aneddoto: ancor prima dell'inizio dell'invasione della Francia, Radetzky si era ammalato. Il suo medico gli aveva prescritto un bicchiere di vino rosso al giorno, del che venne informato anche lo Zar. Cosicché, nella primavera del 1814, nel corso della campagna di Francia, tutti i giorni e secondo un particolare rituale, un gigantesco cosacco della scorta dello Zar recava a Radetzky una caraffa d'argento ripiena di Bordeaux, pronunciando la formula: «Il buon Zar Alessandro invia alla Vostra Eccellenza un quartino di vino».
Tutto ciò indusse la corte viennese a coinvolgere Radetzky nel gran mondo del Congresso di Vienna, dove sembra abbia servito come intermediario fra il cancelliere austriaco Metternich e lo Zar, quando tra i due insorgevano complicazioni e non si parlavano.

## Intermezzo: quindici anni di pace
Nel maggio 1815 divenne capo del quartiere generale dell'armata dell'alto Reno. Il 22 giugno venne accolto nell'importantissimo consiglio segreto dell'Imperatore d'Austria.
Dal 1816 al 1818 servì, col grado di generale di divisione di cavalleria, quale comandante della regione di Ödenburg e, poi, a Ofen (Budapest). In tale funzione guidò, nel maggio 1816, una grande sfilata di cavalleria, organizzata a Vienna in occasione della visita dello Zar, dal quale ricevette una spada onorifica costellata di brillanti. Dal 1818 fu accanto all'arciduca Ferdinando Carlo allo Stato Maggiore. Lì ripropose le sue idee di riforma militare (incluse le solite grandi manovre), che non giunsero a nulla nel generale clima di pace che si era instaurato sul continente (ad esempio egli, sin dal 1814, definiva la paga degli ufficiali totalmente inadeguata) e venivano giudicate, comunque, troppo avanzate.
Si procurò, così, numerosi nemici. Ciò fece sì che, nel 1829, venisse avanzata una proposta per il suo ritiro. L'Imperatore preferì una soluzione apparentemente più decorosa e, nel novembre 1829, gli affidò la carica di governatore della città e fortezza di Olomouc. Da luogotenente feldmaresciallo passava ad un ruolo da generale di cavalleria.

## Comandante militare del Lombardo-Veneto

### La rivoluzione italiana del 1831
A salvare Radetzky dall'oblio fu lo scoppio della rivoluzione dell'Italia centrale, il 26 febbraio 1831: in un clima internazionale che costrinse l'Impero a rinnovare il proprio sforzo militare, i talenti del Radetzky non potevano continuare a restare inutilizzati. Egli fu, così, richiamato in servizio ed assegnato quale luogotenente e capo del quartier generale del feldmaresciallo Johann Maria Philipp Frimont, comandante dell'esercito austriaco del Lombardo-Veneto.
Non è affatto escluso che il richiamo dall'"esilio" di Olomouc, nel 1831, avesse a che fare con gli interessi della potente famiglia della moglie del Radetzky, gli Strassoldo, di origine friulana, cui apparteneva, per parentela, Giulio Strassoldo governatore di Milano dal 1818 alla morte, avvenuta nel 1830.
L'armata di stanza in Italia era forte di 104 500 uomini e 5 200 cavalli. Di questi, nel marzo 1831, Frimont ne portò 23 000 su Bologna, 6 000 su Parma, 6 000 su Modena mentre 10 000 erano di riserva. Essi ebbero un piccolo scontro con 300 volontari a Novi Modenese, il 21 entrarono in Bologna sinché non affrontarono l'unico vero combattimento, a Rimini, il 25 marzo: un migliaio di volontari guidati da Zucchi, vecchio generale dell'esercito del Regno d'Italia e reduce della vittoriosa battaglia contro il predecessore del Frimont, Bellegarde, alla battaglia del Mincio, quando Eugenio di Beauharnais fu sul punto di impedire l'invasione austriaca della Lombardia.
I volontari che il generale Carlo Zucchi comandava in quel 1831 non furono da meno: resistettero con successo agli austriaci e ripiegarono indisturbati sulla fortezza di Ancona, ove la rivoluzione si spense alcuni giorni più tardi.
Il successo austriaco consentì il rientro dei duchi di Parma e Modena nelle loro sedi e dei papalini a Bologna. Subito venne chiusa l'università ed aumentata l'imposta fondiaria nelle Legazioni pontificie. Di fronte al generale malcontento, il cardinale Giuseppe Albani partì da Rimini al comando di una spedizione punitiva, forte di 5 000 papalini: essi misero a sacco Cesena e Lugo. Ma, non appena la popolazione li respinse da Bologna, subito Radetzky si mosse da Modena per congiungersi con Albani a Imola, il 26 gennaio, ed entrò in Bologna il 28.

### Gli anni tranquilli
Frimont si ritirò nel 1834 e Radetzky (ormai stabilmente residente a Milano, nel palazzo Arconati di via Brisa) gli succedette come comandante dell'esercito austriaco in Italia. Il 17 settembre 1836, all'età di settant'anni, venne, finalmente, promosso feldmaresciallo.
Dal 1834 al 1848 limitò il proprio ruolo formale a questioni strettamente militari, in quanto era ancora presente una separata amministrazione civile (con funzionari quasi esclusivamente tedeschi) sotto l'autorità nominale del Viceré arciduca Ranieri, ma sostanzialmente controllata da Vienna.
Il dominio austriaco nel Lombardo-Veneto in quegli anni, infatti, non era minacciato da alcuna potenza straniera: Toscana e Modena erano governati da rami collaterali degli Asburgo, Napoli e Parma dai Borbone, alleati degli Asburgo, mentre con Torino era stato firmato un protocollo, il 23 luglio 1831, che stabiliva un'alleanza difensiva in caso di invasione francese del Piemonte: addirittura il comando dei due eserciti alleati sarebbe stato assunto dal Re di Sardegna.
Non essendosi verificata alcuna rivoluzione nella pur sempre inquieta penisola italiana, Radetzky colse l'occasione per organizzare le tanto desiderate grandi manovre estive, delle quali si diceva che “costavano quanto la messa a regime del fiume Adige”.
La situazione cominciò a cambiare nel 1846-47, quando Radetzky prese ad inquietarsi del mutato atteggiamento del re di Sardegna Carlo Alberto. Radezky, quindi, si diede a pianificare un piano di guerra e nuove fortificazioni in caso di conflitto con il vicino occidentale.
Ma a mutare era soprattutto l'atteggiamento dei sudditi lombardi e veneti, che davano crescenti segni di insofferenza.
Nel 1847-48 aveva immaginato la costituzione di una milizia contadina da usare per contrastare i «pigri, antipatici, orgogliosi ed arroganti» cittadini (la Augsburger Allgemeine, vicina agli austriaci, parlava negli anni quaranta dei contadini lombardi e veneti come di una "razza bruna", contrapposta alla "razza bianca" delle città). Abolì la tassa personale, ridusse il prezzo del sale, soppresse (provvisoriamente) il dazio sul consumo della farina, ma aumentò notevolmente le tasse ordinarie e creò nuovi gravami, in particolare sovraimposte straordinarie sugli immobili. Nel 1848 molte memorie riportano della sua minaccia di riprodurre in Lombardia i massacri di notabili liberali che si erano registrati, nel 1847, nella provincia austriaca della Galizia (Stragi della Galizia). E, dopo il 1848 vi fece qualche richiamo in alcuni dei suoi numerosi proclami.

### La crisi di consenso del governo austriaco
Il primo fatto eccezionale fu la trionfale accoglienza tributata al nuovo arcivescovo di Milano Romilli, a sostituire l'austriaco Gaysruck, defunto. Il governo austriaco la prese male e l'8-9 settembre intervenne contro la folla plaudente sul sagrato del Duomo, provocando un morto e numerosi feriti.
In questa fase il ruolo del Radetzky crebbe improvvisamente. Carlo Cattaneo ricorda come “il contegno dell'esercito imperiale si mutò stranamente. Servo della disciplina … non aveva partecipato mai alle insolenze della polizia … Ma dal momento che cominciarono per noi le dimostrazioni, l'esercito si affratellò agli sgherri”. Cattaneo ritiene che tale mutamento non sia avvenuto a malincuore ma, anzi “si affaceva alle mire … dei generali austriaci” (cioè del Radetzky).
Quest'ultimo impose feroci provvedimenti di repressione: a fine 1847 proclamò lo stato d'assedio e la legge stataria (ovvero “l'autorità di incarcerare, processare ed impiccare entro due ore”); il 2 gennaio, i sudditi adottarono uno "sciopero del tabacco e del lotto" e Radetzky, di sua esplicita iniziativa, distribuì 30 000 sigari alla truppa e la mandò in città a provocare incidenti: solo a Milano ottenne sei morti e cinquantasei feriti fra la popolazione inerme; a cavallo di gennaio-febbraio ordinò la deportazione, a Lubiana o Linz, di un bel numero di notabili non austriacanti, quali Rosales, Stampa di Soncino, Camperio, Prinetti, e perfino il moderatissimo Cantù dovette fuggire a Torino; il 15 febbraio Radetzky rese ancora più evidenti le proprie preoccupazioni vietando i cappelli “alla calabrese”, divenuti assai popolari dopo la rappresentazione dell'Ernani di Verdi e adottati dai patrioti.
Radetzky ebbe, in pratica, mano libera. Spiega Carlo Cattaneo: «La vera vittoria del maresciallo era contro il governo civile; era quella d'aver colto il destro di fondare in Italia la sua militare onnipotenza. Accesa la guerra, qual ministerio l'avrebbe potuto richiamare dal suo comando?». La sua inedita preminenza venne plasticamente confermata dalla partenza, il 18 gennaio, dell'arciduca Ranieri e del governatore Spaur «uomo mansueto: Radetzky voleva averci in mano dei suoi soldati». La sua sicumera militare, bisogna aggiungere, doveva essere grande.

### Le cinque giornate di Milano

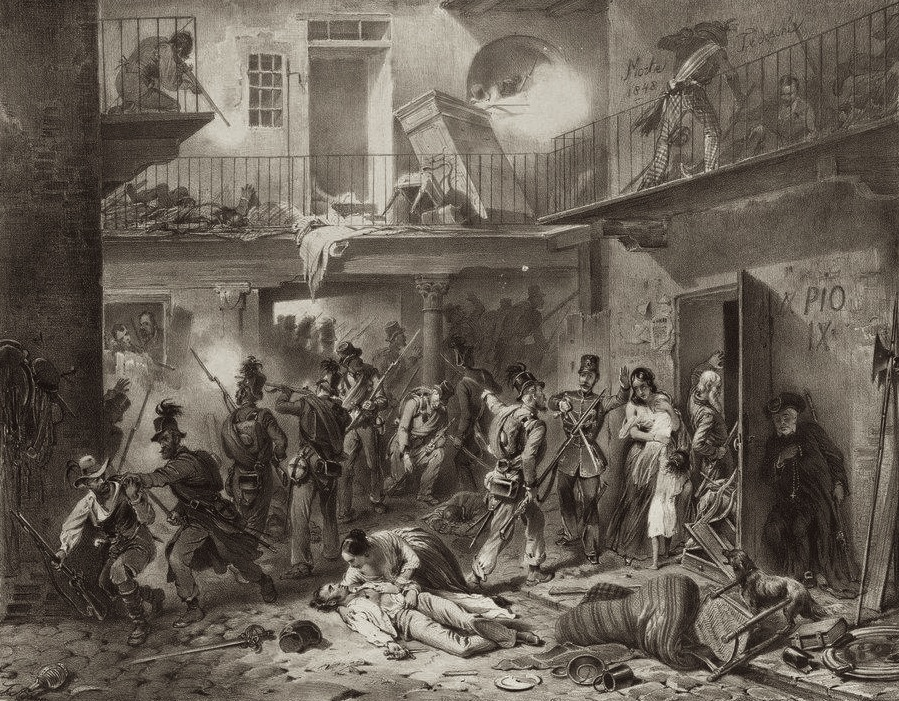
Cacciatori tirolesi in azione in Milano

Quando, il 18 marzo 1848, giunse a Milano notizia della rivoluzione di Vienna e Venezia dell'amministrazione civile restava a Milano solo il vice-governatore O'Donnel. Questi fece alcune concessioni al podestà di Milano Casati. Quando la cosa giunse all'orecchio del Radetzky, egli le disconobbe e mandò forte truppa a prendere il municipio (riuscendoci) ed arrestare la municipalità (fallendo). Dopodiché la popolazione scese in strada e cominciarono le Cinque giornate di Milano.
Si potrebbe, quindi, affermare che il vecchio feldmaresciallo sostanzialmente provocò la rivolta. Non è possibile sapere cosa sarebbe successo se fosse stato più paziente. Da un punto di vista militare, forse, non aveva alternativa, come dimostra il parallelo caso di Como ove una simile scelta costò al tenente-colonnello Braumüller (agli ordini di Giulio Cesare Strassoldo, cognato di Radetzky) la cattura dell'intera guarnigione (2 000 soldati in una città di 18 000 abitanti). Ma sussiste anche il caso contrario di Mantova, Brescia, Verona, Lodi, Trento ove l'autorità austriaca permise la costituzione di una guardia civica, lasciò passare qualche giorno, disarmò i volontari e riprese il controllo della situazione. Nella fattispecie appare fondato affermare che Radetzky ritenne giunto il momento di dare una severa e memorabile lezione ai cattivi sudditi. Un'occasione che, probabilmente, attendeva da alcuni mesi. In ogni caso, commise un enorme errore di valutazione.
Egli contava sulla forte guarnigione ed i cannoni del castello. Ma i milanesi si dimostrarono assai più determinati e lo costrinsero, a ottantadue anni di età, ad abbandonare la capitale lombarda e prendere la strada del Quadrilatero: «La carrozza di Radetzky era imbottita di paglia e altro, in modo che da lungi paresse un forgone». Cattaneo sintetizzò che la rivolta aveva potuto «togliere in poche ore ai vecchi generali … ogni coraggio.».
Nel corso della ritirata (costellata di requisizioni e saccheggi ai danni della popolazione civile: ad esempio a Marignano), Radetzky venne raggiunto dalla notizia dell'entrata in guerra del Regno di Sardegna, il cui esercito lo raggiunse sotto le mura di Verona e lo affrontò in una serie di memorabili battaglie (prima guerra di indipendenza).

### La guerra austro-piemontese

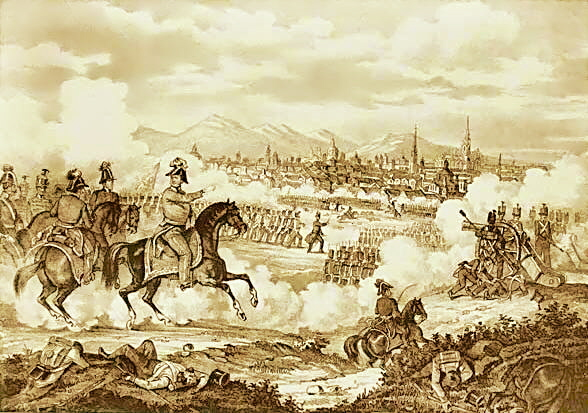
Presa di Milano (5-6 agosto 1848)

Carlo Alberto non riuscì, o non volle, combattere uno scontro risolutivo contro l'esercito austriaco, nonostante il grande entusiasmo sollevato in Lombardia e a Milano che aveva costretto con la sua insurrezione alla precipitosa fuga Radetzky in direzione del Quadrilatero: la Battaglia di Pastrengo ebbe esiti meramente tattici, non portò a compimento la battaglia di Santa Lucia presso Verona, il 6 maggio, delle fortezze del Quadrilatero prese solo Peschiera e solo il 31 maggio e, soprattutto, non poté impedire che un'armata di rinforzo giungesse a Verona dal Carso attraverso il Veneto insorto (battaglia di Vicenza il 10-11 giugno).
Radetzky aveva superato la strenua resistenza dei pochi toscani il 29 maggio a Curtatone, solo per essere respinto, il 30 maggio, a Goito. Ma, una volta raggiunto dai rinforzi, riprese l'offensiva e batté l'esercito di Carlo Alberto a Custoza il 25 luglio, costringendolo alla ritirata su Milano ed alla firma dell'armistizio di Salasco, che obbligava l'esercito piemontese ad evacuare la Lombardia e Milano (rioccupata il 6 agosto).

### IlWJRe la successione imperiale

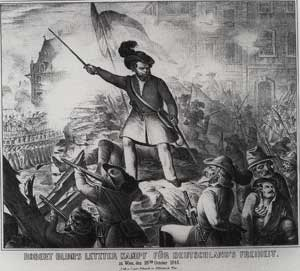
Robert Blum sulle barricate a Vienna

I successi del Radetzky erano stati di poco preceduti dalla ripresa di iniziativa imperiale in Boemia: qui, fra il 12 ed il 17 giugno 1848, il governatore militare principe Windischgrätz provocò e represse bombardandola una insurrezione in Praga. Quando alle nuove da Praga si aggiunse la notizia di Custoza, la corte imperiale volle convincersi di poter chiudere allo stesso modo la partita anche in Ungheria: il 3 ottobre l'Imperatore Ferdinando scioglieva la Dieta dell'antico Regno d'Ungheria, vi proclamava lo stato d'assedio ed affidava il governatorato militare allo Jellacic, che già stava conducendo un'armata imperiale verso Budapest. Ciò che spinse gli Ungheresi a rifiutare obbedienza e ad accettare battaglia con le truppe del Jellacic. Quando il ministro della guerra Latour volle sostenere il corpo di invasione con la guarnigione di Vienna, parte della truppa e la popolazione della capitale si ribellarono, il 6 ottobre, linciando il ministro e costringendo l'Imperatore alla fuga. La città ribelle venne assalita dalle colonne congiunte del Windischgrätz e dello Jellacic fra il 29 ottobre ed il 2 novembre, che, dopo tre giorni di bombardamento e 2 000 morti, seppero imporre anche qui la legge marziale.
La riconquista di Vienna segnò il trionfo a corte del 'partito conservatore', ostile a qualsiasi concessione al parlamentarismo ed ai movimenti nazionali. Né può stupire che i principali esponenti del nuovo corso controrivoluzionario fossero proprio i tre generali che lo avevano fatto trionfare: Windischgrätz, Jellacic e Radetzky. Tanto che, nei mesi seguenti, fu di gran moda, fra gli ufficiali, fare incidere sulle proprie sciabole il motto W-J-R', per Windischgrätz, Jellacic, Radetzky.
Radetzky, certo, rimaneva in Italia, ma fu certo molto simpatetico con la controrivoluzione: ad esempio, poche settimane prima, il 30 settembre, informato che il Reichstag aveva respinto la proposta del Latour di votare un ringraziamento formale al vincitore di Custoza, il feldmaresciallo aveva scritto al ministro:
(Radetzky a Latour, 30 settembre 1848.)
Cosicché quando il Windischgrätz impose quale nuovo Ministerpräsident lo Schwarzenberg, non casualmente si trattava di una persona molto vicina al Radetzky: sia in quanto aveva comandato brillantemente una brigata (da Vicenza, a Goito a Milano), sia in quanto aveva trattato l'armistizio di Milano (Radetzky lo Armeediplomat-diplomatico dell'armata d'Italia), sia in quanto nipote dello stesso Schwarzenberg del quale Radetzky era stato capo di Stato Maggiore ai tempi della sesta coalizione). Più importante ancora, ci fu bisogno anche del consenso del Radetzky quando, l'8 dicembre 1848, Ferdinando I venne costretto ad abdicare a favore del nipote Francesco Giuseppe: il WJR lo giudicava incompetente e, comunque, troppo compromesso dagli esiti della turbolenta fase costituzionale, che essi andavano schiacciando.

### L'armistizio di Vignale

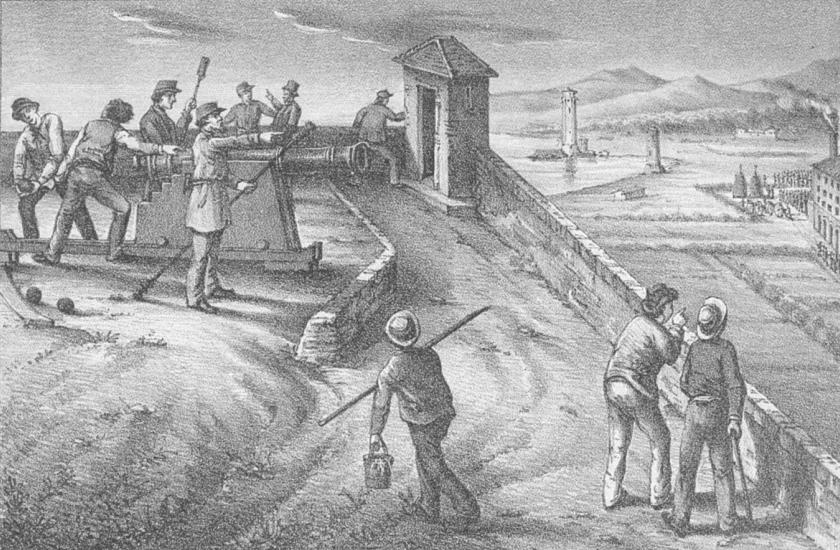
La difesa di Livorno dal Forte San Pietro contro le truppe del d'Aspre

Ripresa la guerra con il Regno di Sardegna, il 20 marzo 1849, Radetzky varcò il fiume Ticino presso Pavia e, dopo un primo scontro a Mortara il 21 marzo, due giorni dopo riportò una brillante vittoria a Novara, ponendo definitivo termine alla prima guerra d'indipendenza. Carlo Alberto abdicò e Radetzky trattò la resa sarda a Vignale con il di lui figlio Vittorio Emanuele II.
Nella gestione dell'intera partita, Radetzky godette di notevole autonomia: ad esempio il Ministerpräsident Felix Schwarzenberg volle rimproverargli di non aver marciato su Torino per dettare da lì le condizioni di pace e la pubblicistica italiana ebbe buon gioco a narrarne un giovane Vittorio Emanuele sdegnoso abbastanza da impressionare il vecchio feldmaresciallo. In realtà Radetzky godeva di assoluta autonomia decisionale e seppe saggiamente valutare come il proprio trionfo a Novara avesse infine deciso della supremazia in Lombardia, lasciata in fondo insoluta dall'Armistizio di Salasco dell'anno precedente. Ora il nuovo sovrano sardo era costretto a concentrarsi sulla caotica situazione politica interna e l'esercito austriaco del Lombardo-Veneto poteva infine dedicarsi a rimettere ordine nei molti stati italiani ancora in ebollizione e dove, anzi, si assisteva al successo dell'iniziativa «democratica».

### L'invasione dell'Italia centrale e l'assedio di Venezia
Accadde così che un primo corpo di spedizione, affidato al d'Aspre, assalì e saccheggiò Livorno l'11 maggio ed occupò Firenze il 25 maggio; mentre un secondo assediò e prese Bologna il 15 maggio, per poi procedere sulla grande piazzaforte di Ancona, che cedette il 21 giugno, dopo 26 giorni di assedio.
Cosicché, mentre il 1º giugno un corpo di spedizione francese, piegava, dopo una fiera resistenza, la Repubblica Romana, Radetzky poteva completare il soffocamento delle libertà italiana concentrandosi sulla Repubblica di San Marco: stremata dall'assedio austriaco, dalla fame e da un'epidemia di colera, anche Venezia dovette alla fine accettare la resa, il 23 agosto 1849.

## Governatore generale del Lombardo-Veneto

### Onori e promozioni
Dopo la battaglia di Custoza, il feldmaresciallo venne insignito della Gran Croce dell'ordine di Maria Teresa. Il 27 febbraio 1849 la città Vienna lo fregiò del titolo di cittadino onorario. Dopo la battaglia di Novara l'Imperatore d'Austria lo insignì dell'Ordine del Toson d'oro, il 3 aprile 1849. Lo Zar Nicola I lo fece maresciallo di tutte le armate russe e 'proprietario' di un suo reggimento di ussari.
Soprattutto Radetzky assunse “il governo militare e civile delle province” del Lombardo-Veneto.
Mantenne la nuova posizione per un lungo periodo: dal 1848 al 1857. Dal 16 ottobre 1849 esso venne formalizzato con l'instaurazione di una nuova impalcatura del Regno Lombardo-Veneto. Il 25 ottobre Radetzky si insediò come governatore generale, civile e militare e comandante supremo della 2ª Armata Austriaca, entrambe le cariche erano basate a Verona.
Il passaggio fu tanto simbolico (in quanto si rinunciava alla figura del viceré e dal governatore venne a dipendere sia l'esercito sia la direzione civile e politica), quanto sostanziale (le competenze del governatore rimasero sempre alquanto vaghe e il feldmaresciallo si arrogò molte competenze civili, oltre a quelle di polizia). Lo stesso giorno il feldmaresciallo stese un proclama dichiarando: «All'imperatore … pose nelle mie mani questo duplice potere per congiungere alla forza ed alla santità della legge anche i mezzi onde farla valere: da quel giorno egli fu l'autocrate del regno dei cattivi sudditi».

### La repressione
Sin da poco prima della vittoria definitiva, Radetzky si dedicò all'amministrazione del Lombardo-Veneto con un atteggiamento strettamente repressivo assai simile a quello che, all'inizio del 1848, aveva spinto all'esasperazione le popolazioni soggette, costringendole in qualche modo a dare il via all'insurrezione.
Le azioni di repressione vertevano verso i partecipanti alle sollevazioni: all'aristocrazia milanese (Borromeo, Casati, Greppi, Litta, ecc.) vennero tolti i palazzi, saccheggiati e trasformati in alloggi militari; a “famiglie, persone anche morali, e ditte mercantili agiate e facoltose dimoranti” venne imposto una sovraimposta straordinaria sugli immobili ed un prestito forzato (agosto-settembre 1848); a chi aveva avuto cariche nel governo provvisorio venne imposta una requisizione straordinaria di guerra pari a venti milioni (11 novembre).
Intensificò la caccia ai patrioti, dedicando particolare cura ai possessori di un prestito nazionale lanciato da Mazzini: tra le moltissime vittime si ricordano più sovente il milanese Sciesa, fucilato il 2 agosto 1851 per possesso di un manifesto mazziniano, il comasco Dottesio, impiccato l'11 ottobre dello stesso anno per possesso di materiale propagandistico, i martiri di Belfiore, impiccati a Mantova dopo il sequestro di titoli del debito. Per dare un'idea della determinazione del Radetzky, a questi ultimi venne anche negato un funerale cristiano ed il seppellimento in terra consacrata.
Dal 1848 sottopose molti alla cerimonia della “pubblica bastonatura”, eseguì quasi 1 000 condanne a morte per insurrezione o altri delitti politici e molte più ne comminò. Alla gran parte dei numerosissimi condannati alla forca, la pena veniva commutata in lustri di carcere pesante ai ferri.
Pene e punizioni falcidiarono un'intera generazione di professionisti, medici e non pochi sacerdoti un po' in tutte le città lombarde e venete. Agli esuli vennero sequestrati i beni(con particolare cura ai più facoltosi).
Tre furono i momenti di accelerazione: il primo a metà del 1849, quando la situazione poteva dirsi stabilizzata, benché durasse ancora l'assedio di Venezia. Il secondo dal settembre 1850, a seguito del fallimento delle visite di Francesco Giuseppe a Venezia prima, Milano e Como poi, conclusasi con un tentativo di ammutinamento della truppa durante le manovre militari a Somma Lombardo. Il terzo dopo la fallita rivolta milanese del 6 febbraio 1853 (18 condanne all'impiccagione e fuga di una seconda ondata di notabili lombardi, tra cui de Cristoforis).
Nel 1850 ci fu un'amnistia, della quale profittarono moltissimi esuli: riammissione nei domini imperiali, in assenza di ogni concessione liberale o nazionale.

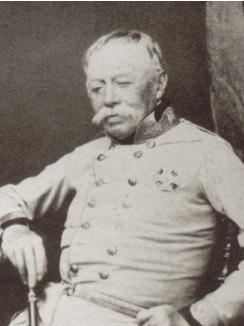
Ritratto del Feldmaresciallo Radetzky nel 1856

### La famiglia del Radetzky

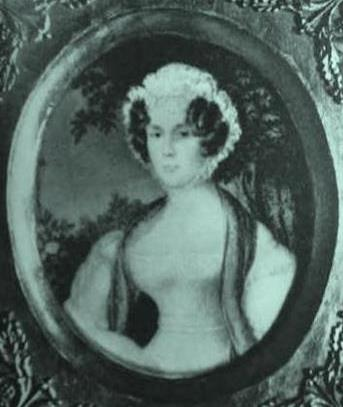
Francesca Romana von Strassoldo-Gräfenberg, moglie del maresciallo Radetzky

Un capitolo tutto da indagare riguarda il ruolo della famiglia del feldmaresciallo. Egli aveva sposato, il 5 aprile 1798, la contessina Francesca Romana von Strassoldo-Gräfenberg della nobile famiglia italiana Strassoldo dalla quale ebbe cinque maschi e tre femmine. La moglie morì il 12 gennaio 1854, all'età di settantaquattro anni. Come normale per l'epoca, fu matrimonio d'amore e il feldmaresciallo ebbe modo di conservare come fedele amante la lavandaia milanese Giuditta Meregalli, che gli diede quattro figli e gli rimase vicina sino alla morte. Tuttavia i legami con la famiglia della moglie rimasero sempre molto stabili.
I conti Strassoldo erano friulani. Insediati da generazioni nel castello di Strassoldo (oggi comune di Cervignano del Friuli), fra Aquileia e la città-fortezza di Palmanova (noti i disordini del1848.) Qui, nella chiesetta presso il Castello di Strassoldo, Radetzky aveva impalmato la sua sposa e tornò spesso a soggiornare.
Si trattava di una famiglia altolocata italoaustriaca: il suocero del Radetzky, il conte Leopoldo, fu solo uno dei molti feldmarescialli dati all'Austria, nonché ciambellano. Un parente, Giulio Strassoldo, aveva assistito da vicino il Bellegarde quando questi aveva indotto la nobiltà milanese a ribellarsi al Beauharnais ed a chiedere aiuto e annessione all'Austria. Poi, dal 1818 alla morte, avvenuta nel 1830, era stato Governatore della Lombardia.
Si trattava anche, quindi, di una famiglia con potenti interessi nel Lombardo-Veneto e non è affatto escluso che tali interessi abbiano avuto a che fare col richiamo del Radetzky dal suo ‘esilio’ di Olomouc, nel 1831. In ogni caso il feldmaresciallo fece in modo di favorire gli interessi di famiglia, in particolare due dei fratelli di Franziska: Giulio Cesare e Michele.
Il primo divenne maggiore-generale dell'esercito austriaco ed alla sua “Brigata Strassoldo”, nel 1848 basata a Saronno, fu affidato il controllo di Monza e Como (con le dipendenza di quest'ultima: Lecco e Varese). Egli si vide catturare più della metà della truppa dai comaschi rivoltati e, il 22 marzo, raggiungeva il cognato al castello di Milano con pochi residui drappelli. Radetzky gli concesse, comunque, una seconda chance: giunse ad aggregare alla sua ricostituita “Brigata Strassoldo” il famoso 5º reggimento ussari Radetzky e procurò che venisse insignito dell'Ordine Militare di Maria Teresa, l'anno successivo. Parrebbe, comunque, che il cognato, da Verona in poi, si sia battuto con successo e valore.
Il secondo, invece, aveva debuttato da governatore di Rovigo, ove aveva perso il controllo della città e la guarnigione, in gran parte italiana, era passata ai rivoltosi. In premio il cognato Radetzky lo fece nominare prima, il 25 ottobre 1849, capo della sezione militare del governatorato (quella civile fu affidata al conte Montecuccoli), poi, il 10 gennaio 1851, luogotenente della Lombardia (ovvero governatore civile della medesima, sotto la diretta autorità dell'augusto parente).
Il suo arrivo alla luogotenenza non passò affatto inosservato: coincise con l'accelerazione del riordine dello stato, di cui si è detto. Si è parlato, anche, di "sistema efficentistico" e si è detto che esso rispondeva al meglio alle attitudini di Radetzky.
In quei lunghi peró la propaganda sabauda tentaca di far credere, inoltre, in Lombardia, che Radetzky fosse «un vecchio rimbambito» e che tutto fosse in mano al luogotenente di Lombardia, il cognato Michele, amichevolmente qualificato come "rinnegato". Ma non ha a tuttora trovato prove storiche.
Con diverse parole,la propaganda filosabauda di Cattaneo accusava il cognato maggiore e, per traslato, la coppia, di aver voluto far «tacere la legge», al fine di poter «dar di piglio nelli averi e nel sangue» dei Lombardi e trasformare l'esercito «in un corpo franco, che acquistò pretesto a vivere di rapina nel più bel paese d'Europa.».
Sulla questione si è assai molto indagato, forse per la grande confusione generata dai Savoia e dall'accavallarsi degli Strassoldo che, nelle cronache e negli indici dei nomi, si confondono l'uno con l'altro.

#### La genealogia
La genealogia è la seguente

:
Ascendenza:
1. Adam Heinrich Radecký z Radče @ Elisabeth Salomena ???
1.1. Johann Radecký z Radče @ Katharina Zilvár z Pilníkov
1.1.1. Kryštof Radecký z Radče, barone @ Katharina Beřkovská z Šebířova
1.1.1.1. Jan Jiří Radecký z Radče, barone @ Albertina Eusebie von Briaumont
1.1.1.1.1. Petr Eusebius Viktorin Radecký z Radče, barone @ Marie Johanna Polyxena von Heusenstamm
1.1.1.1.1.1. Václav Leopold Johann Radecký z Radče, conte @ Anna Veronika Bzenská z Prorubě
1.1.1.1.1.1.1. Peter Eusebius Radetzky von Radetz, conte @ Marie Venantia Anna Barbora Josefa Eulalie Bechinie von Lažan, baronessa
1.1.1.1.1.1.1.1. Johann Josef Wenzel Anton Franz Karl Graf Radetzky von Radetz, conte
Discendenza:
1. Johann Josef Wenzel Anton Franz Karl Graf Radetzky von Radetz (Sedlčany 2 novembre 1766 +Milano 5 gennaio 1858), conte e feldmaresciallo
@a(matrimonio: Strassoldo 5 aprile 1798) Franziska Romana Strassoldo-Grafenberg (*Gorizia 1780 +12 gennaio 1854), contessa, figlia di Leopoldo Strassoldo-Grafenberg (+1830), conte, feldmaresciallo, ciambellano e governatore della Lombardia;
@b(unione morganatica) Kroly Wenckheim, contessa
@c(unione morganatica) Giuditta Meregalli (*Sesto San Giovanni 25 gennaio 1806 +Milano 10 maggio 1895), figlia di Paolo Meregalli & Martina Longoni
1.1a. Theodor Konstantin Theodore Constantine Radetzky (*20 agosto 1813 +1878), generale @(Padova Josephine Schafarzik
1.1a.1. Theodor Joseph Anton Radetzky (*1851 +1890) @ Gabriele Johanna von Liebieg
1.1a.1.1. Joseph Franz Radetzky (+Graz 1966) @a(1906) Maria Teresa Wrbna-Kaunitz-Rietberg-Questenberg und Freudenthal, contessa; @b Blanche Miticzky de Nemes-Miticz
1.1a.1.1.1a. Joseph Johannes Radetzky (*1910)
1.1a.1.1.2b. Joseph Vaclav Radetzky (*1942)
1.1a.1.2. Theodor Franz Radetzky
1.1a.1.3. Egon Alfred Radetzky
1.1a.2. John J. Wenzel Radetzky
1.1a.3. Josefína P. T. B. Wenzel Radetzky
1.2a. maschio Radetzky
1.3a. maschio Radetzky
1.4a. maschio Radetzky
1.5a. maschio Radetzky
1.6a. femmina Radetzky
1.7a. femmina Radetzky
1.8a. femmina Radetzky
1.1b. Martin Hradtezky @ Anna Maria Gold, figlia di Josef Gold
1.1b.1. Theresia Hradetzky @ Andreas Leihs (*Schoenau), figlio di Mathias Leiss & Magdalena Bauer
1.1b.2. Ferdinand Leihs (*Hoeflein 18 gennaio 1847 +Laa 10 ottobre 1910) @ Katharina Scharinger (*6 dicembre 1846 +16 agosto 1908), figlia di Michael Scharinger
1.1b.2.1. Rudolf Leihs (*Hoeflein 17 aprile 1872 +Lilienfeld 1951), direttore dell'Ufficio delle Tasse @ Hermine ??? (*Feldsberg 16 dicembre 1876 +Lilienfeld 2 aprile 1963
1.1b.2.1.1. ??? Leihs
1.1b.2.1.2. ??? Leihs
1.1b.2.1.3. ??? Leihs
1.1b.2.1.4. ??? Leihs
1.1b.2.1.5. ??? Leihs
1.1b.2.1.6. ??? Leihs
1.1b.2.1.7. ??? Leihs
1.1b.2.1.8. ??? Leihs
1.1b.2.1.9. ??? Leihs
1.1b.2.1.10. ??? Leihs
1.1b.2.1.11. ??? Leihs
1.1b.2.1.12. ??? Leihs
1.1b.2.1.13. ??? Leihs
1.1b.3. Johann Leihs (*Hoeflein) @ Klara Fuehring, figlia di Anton Fuehring & Magdalena Schneider
1.1b.3.1. Johann Leihs (*Hoeflein) @ Maria Leib, figlia di Jakob Leib & Anna Maria Hammer
1.1b.3.1.1. Vinzenz Josef Leihs (*Vienna 5 giugno 1891) @ Maria Koelbl (*Vienna 14 aprile 1891), figlia di ??? Koelbl & Franziska ???
1.1b.3.1.1.1. Hermine Rudolfine Leihs (*Vienna 20 ottobre 1914 +Vienna 1965) @ Wilhelm Johann Burgmann
1.1b.3.1.1.1.1. ??? Burgmann
1.1b.3.1.1. ??? Leihs
1.1c. Giuseppina Meregalli (*15 luglio 1836) @(1854) Gio Battista Ferrario (*Rovereto), calzolaio, poi capitano della Gendarmeria
1.1c.1. ??? Ferrario
1.1c.2. ??? Ferrario
1.1c.3. ??? Ferrario
1.2c. Luigia (Nina) Meregalli
1.3c. Ferdinando Meregalli (*20 dicembre 1843)
1.4c. Francesco Giuseppe Meregalli (*6 giugno 1846) @ Enrichetta Lissoni
1.4c.1. Enrico Meregalli
1.4c.2. Enrico Meregalli, ufficiale di Marina
1.4c.2.1. Maria Meregalli @ ??? Mariani
1.4c.2.1.1. Marco Mariani (*Monza)
1.4c.3. ??? Meregalli
1.4c.4. ??? Meregalli
1.4c.5. ??? Meregalli
1.4c.6. ??? Meregalli
1.4c.7. ??? Meregalli
1.4c.8. ??? Meregalli
1.4c.9. ??? Meregalli
1.4c.10. ??? Meregalli
1.4c.11. ??? Meregalli
1.4c.12. ??? Meregalli
1.4c.13. ??? Meregalli
1.4c.14. ??? Meregalli

## Esito

### Dissapori con l'Imperatore

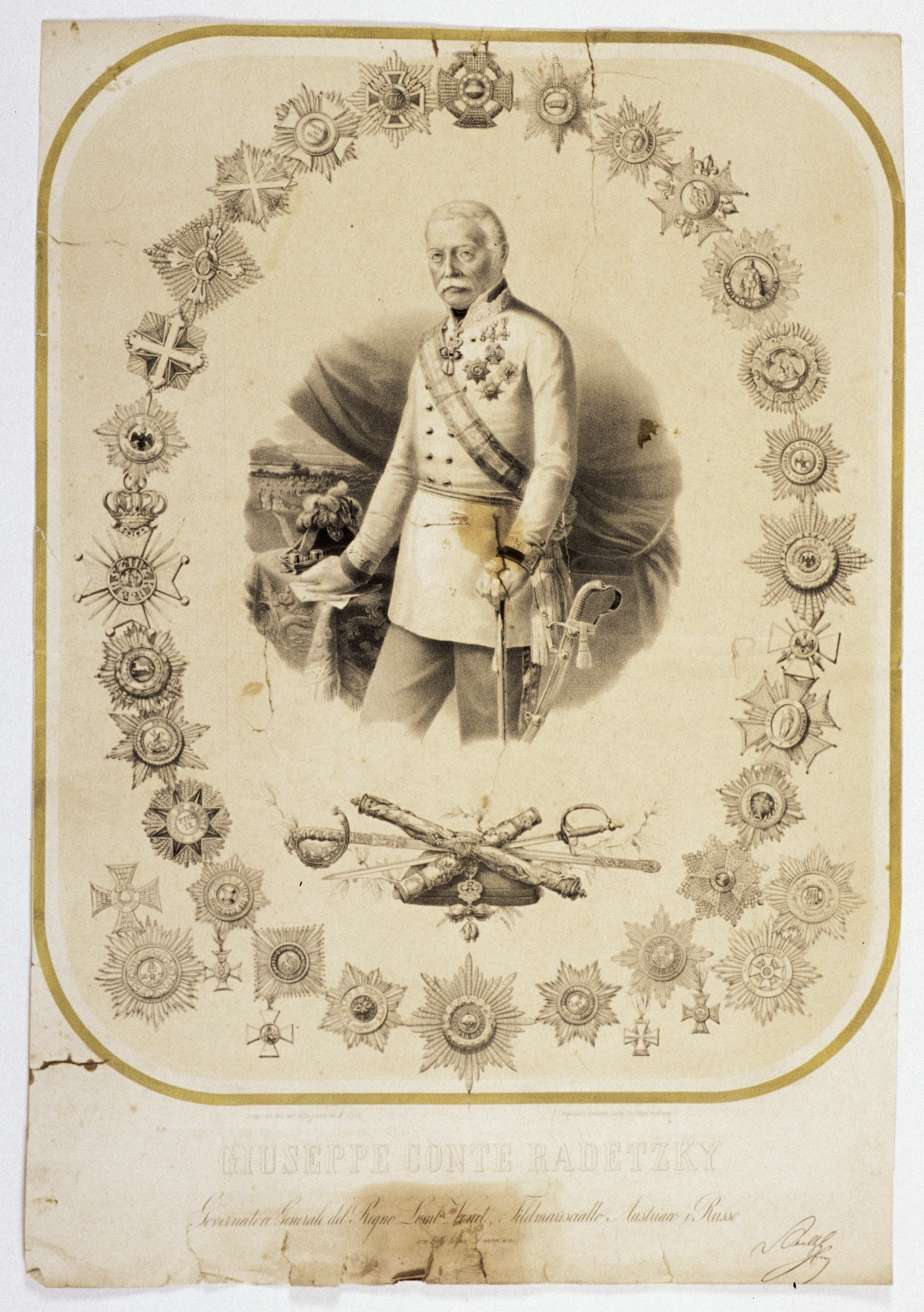
Conrad Grob, Ritratto di Joseph Radetzky, 1850-1860, Raccolte del Museo del Risorgimento di Modena

Il fallimento del Radetzky dovette divenire, poco a poco, evidente anche a Vienna (tanto da indurre perfino l'Imperatore a descrivere il modo di governare del feldmaresciallo come di un regime senile). Ma, pure, i grandissimi meriti guadagnati dal vecchio  governatore generale, la fedeltà dimostrata e la conseguente popolarità era tale da impedire una rimozione coercitiva, ed anzi rendere necessario un qualche accordo: ciò che Radetzky (probabilmente memore del 'tradimento' dei "cattivi sudditi") non volle accettare. Accadde così che mentre il regime di occupazione militare in Ungheria veniva a cessare sin dal 1850, con la rimozione dell'Haynau, tutto ciò che Vienna poté (o volle) ottenere nel Lombardo-Veneto fu di limitare l'aspetto interamente militare del suo governo: nel 1853, quando gli venne affiancato un consigliere civile (il conte Rechberg poi, dal 1855, il conte Thun-Hohenstein), nel 1854 con la citata abolizione dello stato d'assedio. Ma è ben dubbio se tali provvedimenti abbiano permesso di ridurre il peso del feldmaresciallo: l'amministrazione militare del Lombardo-Veneto proseguì, altri due anni e mezzo, sino all'allontanamento definitivo del Radetzky. Ma, specialmente, va tenuto ben presente l'enorme peso dello strumento militare in un regno decisamente ostile al governo della potenza occupante.
Il congedo del feldmaresciallo, intervenne in tutt'altre circostanze: nel 1855 il suo Imperatore gli provocò una fatale delusione, abbandonando la neutralità sino ad allora seguita nella guerra di Crimea e, pur senza dichiarare guerra, occupando i principati danubiani (Moldavia e Valacchia), in aperta opposizione agli interessi della Russia.
Si trattò di un immenso errore politico: l'Austria non poté più contare sull'asse strategico con l'alleato che aveva garantito fermo e stabile sostegno sin dai tempi di Austerlitz o, perlomeno, di Lipsia e dovette affrontare isolata le successive guerre del 1859 e del 1866. Radetzky comprese assai bene tutto ciò, aiutato in questo dai suoi specialissimi legami con gli zar, che risalivano alle coppe di vino dello Zar Alessandro. Scriveva: “Non capisco più il secolo in cui viviamo, e meno che mai la politica del mio giovane imperatore. Perduto completamente nelle sue illusioni, egli non vede il vero punto verso cui da un anno l'Austria si avvia ciecamente …”.

Lo fece sapere, e a Vienna qualcuno si dispiacque.

### Congedo
Nel novembre 1856 l'imperatore Francesco Giuseppe venne in visita a Venezia e Milano: a Verona incontrò il feldmaresciallo, ormai novantenne, lo giudicò "terribilmente vecchio e rimbambito" e decise di congedarlo. Radetzky non la prese bene: si fece radere i baffi e diceva "mi si butta come un limone spremuto”. Il 28 febbraio 1857 si ritirò a riposo. Per speciale disposizione imperiale gli venne concesso di perpetuare l'uso della Villa Reale di Milano.
Il 10 marzo al Radetzky successe il fratello dell'imperatore, l'arciduca Ferdinando Massimiliano, giunto a Milano nel settembre 1857. Comandante generale del Regno fu nominato il Gyulai. Massimiliano era portatore di una nuova amnistia, del ritorno all'amministrazione civile e, soprattutto, offriva un volto meno inviso del suo predecessore. Tanto da fare temere, per un momento, al Cavour che l'Impero potesse uscire dal "cul-de-sac" nel quale Francesco Giuseppe e Radetzky l'avevano cacciato. Ma Massimiliano, sicuramente ben intenzionato, non recava né autonomia né libertà: quasi tutte le volte che l'arciduca tentò di riprendere l'iniziativa politica, attraverso rinnovati investimenti pubblici ovvero con la costituzione di commissioni consultive cui partecipò parte dell'intellighenzia del regno (Cantù, Pasini, Jacini, ...) che prefiguravano una maggiore autonomia amministrativa, egli si scontrò (e perse) con la volontà di Vienna e del fratello Francesco Giuseppe. Ad ogni ipotesi di compromesso, Vienna preferì sempre affidarsi all'esercito, nella persona del Gyulai e così perdette la sua estrema possibilità.
Il fallimento del non breve governatorato di Massimiliano permette di leggere in controluce la lunga autocrazia del Radetzky: il secondo era potente quanto il primo impotente; tuttavia, Radetzky poté imperare non tanto in virtù delle passate glorie, ma piuttosto in quanto la sua politica rispondeva alle intime volontà dell'Imperatore. Non ha, quindi, senso porsi il problema se il vecchio feldmaresciallo avrebbe potuto comportarsi altrimenti: d'altra parte, quando ebbe a dissentire (Guerra di Crimea), non mancò di farlo osservare. E il licenziamento giunse immediatamente.

### Morte
Ancora negli ultimi giorni del dicembre 1857 lo si vide alla piazza d'armi, in vettura da malato, passare in rassegna un reggimento di ulani appena giunto in Milano. Radetzky morì alle ore 8 del 5 gennaio 1858, nella sua casa posta davanti ai Giardini Pubblici di Milano, in seguito a una caduta. Per ordine di Francesco Giuseppe venne proclamato un lutto di quattordici giorni e gli fu dedicato il 5º Reggimento Ussari, che portò il nome di Radetzky sino alla fine dell'Impero. Dopo un primo servizio funebre in Duomo a Milano, la salma venne trasportata a Venezia, imbarcata per Trieste sino a Vienna ove ricevette uno splendido funerale e l'omaggio delle esequie contemporaneamente officiate in tutte le caserme e le stazioni di polizia dell'Impero. Il successivo 19 gennaio 1858 i suoi resti vennero tumulati nel mausoleo militare di Klein-Wetzdorf in Bassa Austria.
L'anno successivo la sua armata, affidata al conte Ferencz Gyulai, affrontò una nuova guerra contro il Regno di Sardegna, assistito, questa volta, da un nuovo e grande alleato, la Francia di Napoleone III. Venne sconfitta. L'Impero perse la Lombardia e Francesco Giuseppe non poté opporsi alla successiva conquista di Parma, Modena, Toscana, Bologna e, l'anno dopo, di Marche e Umbria, e nemmeno alla Spedizione dei Mille.
Con la scomparsa di Radetzky, in effetti, aveva avuto fine l'egemonia austriaca in Italia.

### La memoria

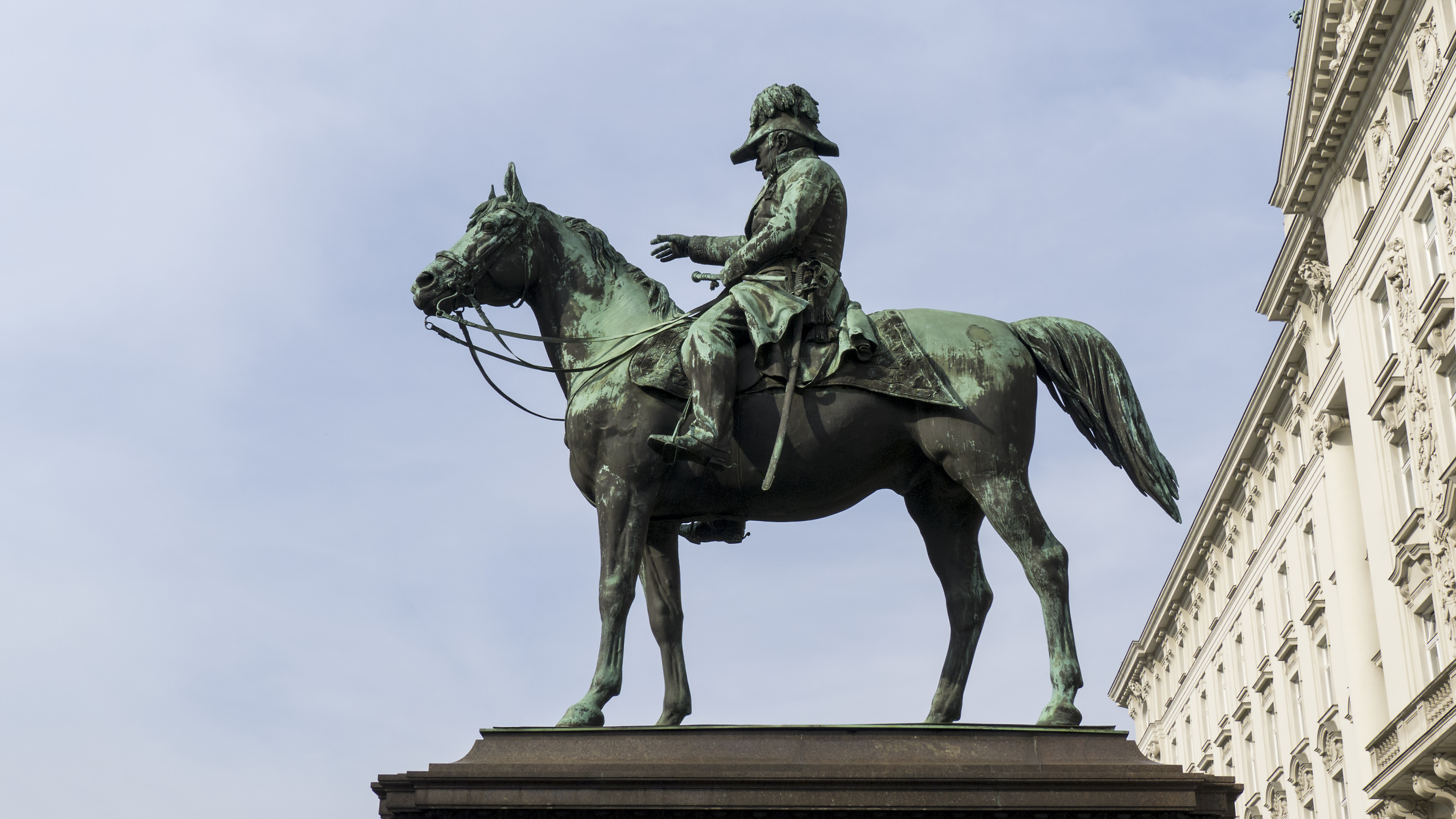
Statua di Radetzky fuori dal Ministero della guerra dell'Impero austro-ungarico

Nell'esercito austriaco il feldmaresciallo ha il posto che merita uno dei suoi più grandi generali, al pari degli "italiani" Montecuccoli e Eugenio di Savoia e viene ricordato come il buon e franco Vater Radetzky (papà Radetzky). In Austria, in generale, è ricordato come l'ultimo schwarzgelber (nero-oro, dai colori della bandiera imperiale) e kaisertreu (fedele all'imperatore). Celeberrimo è il motto del drammaturgo Franz Grillparzer (un protetto di Metternich): In deinem Lager ist Österreich (Nel tuo accampamento sta il destino dell'Austria). Grande popolarità ha, ancor oggi, la Marcia di Radetzky, composta in suo onore dal grande musicista viennese Johann Baptist Strauß, dopo la vittoria di Custoza. Questo pezzo famosissimo chiude tradizionalmente il concerto di Capodanno che si tiene ogni anno a Vienna, al Musikverein.
Il punto di vista italiano, con gli anni ed il radicale mutamento della situazione internazionale, tende ormai a coincidere con quello austriaco: si sottolineano, di solito, le indubbie qualità militari e l'integrità personale. Ma, paradossalmente, fu proprio il tragico e sanguinoso fallimento della sua politica di ‘pacificazione’ del periodo 1848-56 che pose le basi del successo del Cavour e del trionfo finale del Risorgimento italiano.